# Hochgebirgs-Spei-Täubling
Der Hochgebirgs-Spei-Täubling oder Zwerg-Speitäubling (Russula nana, Syn.: Russula alpina) ist ein Pilz aus der Familie der Täublingsverwandten. Es handelt sich um eine sehr kleine, rothütige Art, die man bisweilen auf alpinen Almen finden kann. Der Täubling geht eine Symbiose mit Krautweiden oder anderen kriechenden Weiden ein.

## Merkmale

### Makroskopische Merkmale
Der Hut ist 2–4 (5) cm breit und lebhaft rosa bis blutrot gefärbt. Die Mitte ist manchmal leicht purpurrot gefärbt und bleicht dann ocker- oder gelblich aus. Manchmal ist der Täubling in der Mitte gelblich gefärbt und am Rand rosa, wie es für einige Chamaeleontinae typisch ist. Die glatte, glänzende Huthaut lässt sich mehr oder weniger gut abziehen, das Fleisch darunter ist rötlich gefärbt.
Die angewachsenen Lamellen sind zerbrechlich, schmutzig weiß oder schnell gräulich. Das Sporenpulver ist rein weiß (Ia nach Romagnesi).
Der keulenförmige, zerbrechliche Stiel ist 2–3 cm lang und 0,8–1,2 cm breit. Er ist leicht gräulich weiß.
Das Fleisch ist schmutzig weiß oder schmutzig. Es ist fast geruchlos und schmeckt in der typischen Form (var nana) sehr scharf. Die Varietät alpina schmeckt milder und hat sogar einen leichten Geruch. Die Guajakreaktion ist ohne charakteristische Ausprägung.

### Mikroskopische Merkmale
Die Sporen sind fast kugelig bis breit elliptisch, 8–11 µm lang und 7–9 (–11,5) µm breit. Sie sind gewöhnlich ziemlich netzig. Die Basidien sind 52–60 µm lang und 13–16,5 breit und haben je 4 Sterigmen. Die mit Sulfovanillin anfärbbaren Zystiden sind 100–130 µm lang und 10–15 (18) µm breit.
In der Huthaut kommen keulige, 0–1(2)-septierte Pileozystiden vor, die 6–11,5 µm breit sind und nur schwach mit Sulfovanillin reagieren. Die Huthauthyphen sind 2,5–3,5 µm breit und haben stumpfe Enden.

## Ökologie und Verbreitung

Europäische Länder mit Fundnachweisen des Hochgebirgs-Spei-Täublings.
Legende:
Länder mit Fundmeldungen
Länder ohne Nachweise
keine Daten
außereuropäische Länder

Der Hochgebirgs-Spei-Täubling kommt sowohl auf sauren als auch auf kalkreichen alpinen Rasen oberhalb der Baumgrenze bis in eine Höhe von 2700 m vor. Er geht mit verschiedenen kriechenden Weidenarten, wie der Kraut- oder der Netzweide, eine symbiotische Partnerschaft ein. Der Täubling ist eine rein alpine oder nordische Art, die in Norwegen, den schwedischen Gebirgen und auf Island relativ häufig ist und in Mitteleuropa nur vereinzelt in den Alpen gefunden werden kann.
In Deutschland kommt er nur in den bayrischen Alpen und kurioserweise, wenn auch extrem selten (RL1), in Sachsen-Anhalt vor.

## Systematik
Das wissenschaftliche Artattribut (Epitheton) "nana" bedeutet Zwerg oder zwergenartig. Das lateinische Nomen ist ein Lehnwort aus dem Altgriechischen (νάννος).

### Infragenerische Systematik
Der Hochgebirgs-Spei-Täubling ist ein Vertreter der Untersektion Emeticinae (Syn.: Untersektion Russula). Die Untersektion enthält kleinere bis mittelgroße, zerbrechliche Arten mit roten oder rosa Hüten und weißem Sporenpulver. Die Täublinge schmecken sehr scharf und haben meist einen angenehmen, fruchtigen Geruch.

### Unterarten und Varietäten
- Russula nana var. alpina  (A. & Blytt Gesicht.) Bon (1986)

Der Hut ist mit 2–3,5 cm Breite etwas kleiner als bei der Typart. Er ist dunkelrot mit noch dunklerer Mitte. Die Huthaut ist glatt und klebrig glänzend und lässt sich maximal bis zur Hälfte abziehen. Die fast dicht stehenden, freien Lamellen weisen einen gelblichen Schimmer auf. Der Stiel ist keulenförmig. Das Fleisch schmeckt im Gegensatz zur Typart fast mild.

## Bedeutung
Wie alle Vertreter der Emeticinae ist auch der Hochgebirgs-Spei-Täubling nicht essbar.